# Tomás Miguel Pineda y Saldaña
Tomás Miguel Pineda y Saldaña (ur. 29 grudnia 1791 w Zacatecoluce lub w San Pedro Masahuat, zm. 6 sierpnia 1875 w Santa Tecla) – salwadorski duchowny rzymskokatolicki, biskup San Salvadoru.

## Życiorys
18 września 1818 otrzymał święcenia diakonatu, a 18 września 1819 prezbiteriatu. Był wikariuszem generalnym diecezji San Salvador za biskupa José de Viteri y Ungo.
3 lipca 1848 papież Pius IX mianował go administratorem apostolskim wakującej diecezji San Salvador oraz biskupem in partibus infidelium antigonejskim. 25 lutego 1849 w honduraskim Ocotepeque przyjął sakrę biskupią z rąk biskupa Comayagui Francisca de Paula Campo y Péreza.
10 marca 1853 otrzymał nominację na pełnoprawnego biskupa San Salvadoru - wówczas jedynej diecezji katolickiej w państwie. Urząd ten pełnił do śmierci 6 sierpnia 1875. Miał trudności z liberalnymi władzami republiki.